# Ивлев, Владимир Сергеевич
Влади́мир Серге́евич И́влев (род. 28 февраля 1990, Москва) — российский баскетболист, играющий на позиции центрового.

## Карьера
Воспитанник московского «Динамо». В сезоне 2009/2010 провёл 6 матчей в чемпионате России. В составе «Динамо-2» принял участие в 17 играх молодёжного чемпионата ПБЛ, набирая в среднем 14,4 очка, 9 подборов, 2,8 передачи и 2 перехвата.
В июле 2011 года стал игроком «Нижнего Новгорода» заключив соглашение по схеме «2+1».
Сезон 2011/2012 провёл в аренде в «Рязани», став бронзовым призёром Суперлиги. По окончании сезона вернулся в «Нижний Новгород».
В сезоне 2013/2014 провёл 27 матчей в Единой лиги ВТБ, в которых набирал в среднем 2,4 очка и 2,3 подбора. В 20 играх Еврокубка средние показатели Владимира составили 1,9 очка и 1,6 подбора. По окончании сезона Ивлев продлил контракт с нижегородским клубом на один сезон.
В сезоне 2014/2015 в матчах Единой лиги ВТБ Ивлев набирал в среднем 2,4 очка и 1,4 подбора.
В июне 2015 года подписал с «Нижним Новгородом» новый 2-летний контракт. В сезоне 2015/2016 средняя статистика Владимира в 31 матче Единой лиги ВТБ составила 8,5 очка, 5,7 подбора, 1,4 передачи. В 19 играх Еврокубка набирал по 6,8 очка, 4,4 подбора и 0,9 передачи. По окончании сезона Владимир воспользовался опцией в контракте и принял решение покинуть нижегородский клуб.
В июне 2016 года заключил соглашение с «Локомотивом-Кубань». За 4 сезона в составе краснодарского клуба Владимир провёл 145 матчей, стал серебряным призёром Еврокубка и победителем Кубка России.
В июле 2020 года перешёл в «Парму». В 26 матчах Единой лиги ВТБ Владимир набирал 4,9 очка, 4,3 подбора, 1,1 передачи, 0,6 перехвата и 0,4 блок-шота. В Кубке Европы ФИБА его статистика составила 6,2 очка, 6,0 подбора, 1,2 передачи, 0,8 перехвата и 0,2 блок-шота.
В июле 2021 года подписал контракт с ЦСКА с которым стал серебряным призёром Единой лиги ВТБ. В 11 матчах турнира статистика Владимира составила 2,1 очка и 2,0 подбора.
В начале мая 2022 года у Ивлева было выявлено повреждение передней крестообразной связки, он травмировался на тренировке и выбыл из строя до конца сезона 2021/2022. После перенесённой операции на колене приступил к реабилитации и пропустил первую половину сезона 2022/2023.
В январе 2023 года стал игроком «Самары». В 11 матчах Единой лиги ВТБ Владимир набирал в среднем 5,3 очка и 3,5 подбора.

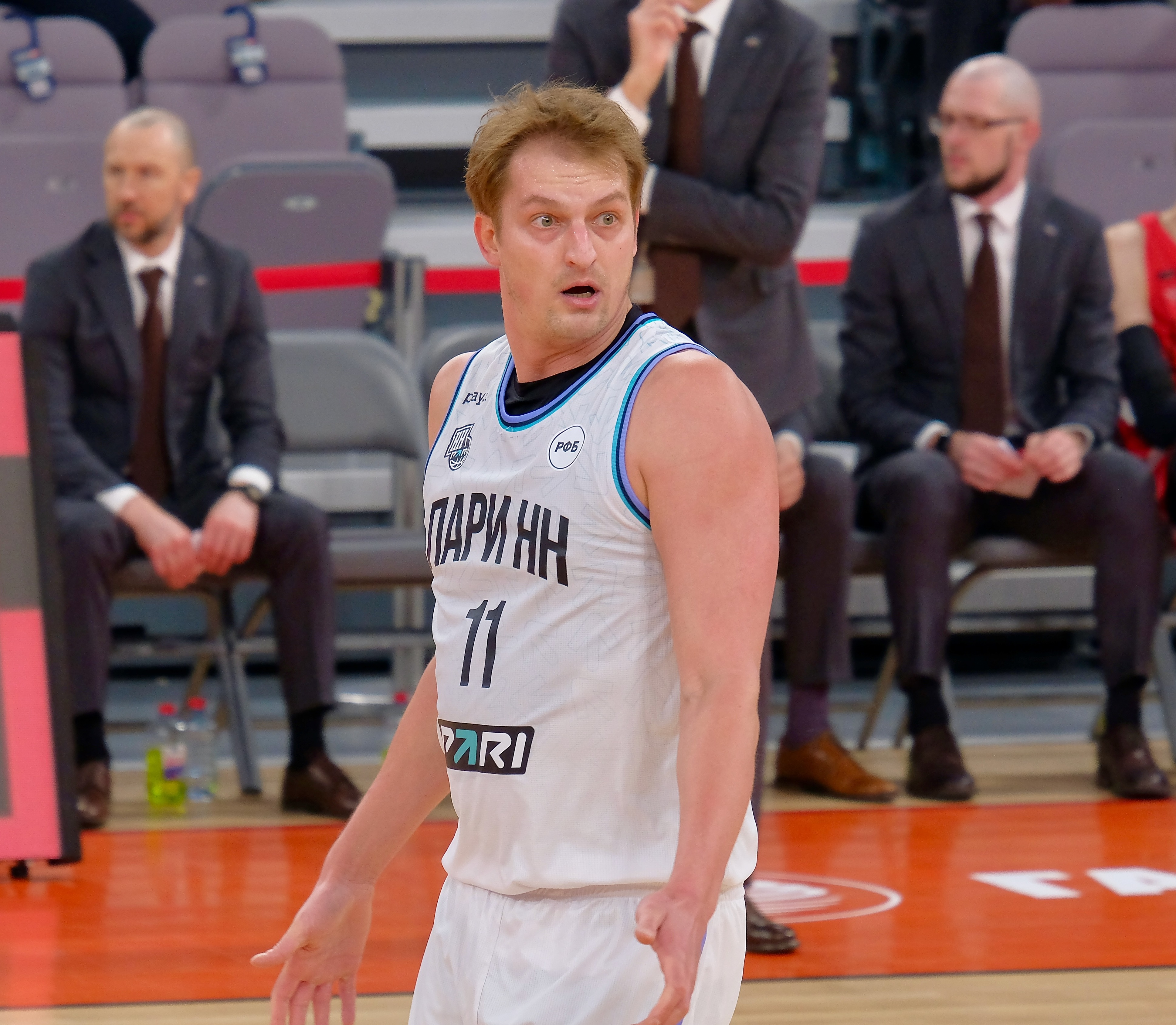
Владимир Ивлев в составе «Нижнего Новгорода»

В июне 2023 года вернулся в «Нижний Новгород». В составе команды Владимир стал серебряным призёром Кубка России.
В октябре 2024 года Ивлев продолжил карьеру в «Уралмаше» с которым стал обладателем Кубка России.

## Сборная России
В июне 2011 года Ивлев был включён в расширенный состав сборной России для подготовки к Евробаскету-2011.
В июле 2013 года в составе студенческой сборной России стал победителем Универсиады.
Летом 2016 года получил приглашение в «Открытый лагерь РФБ», по итогам которого несколько игроков смогут присоединиться к тренировкам основной сборной России. После заключительного этапа подготовки и лагеря в целом, решением тренерского штаба во главе с Сергеем Базаревичем, Ивлев продолжил работу с национальной командой.
В апреле 2017 года был включён в расширенный список кандидатов в сборную России для подготовки к Евробаскету-2017.
В июне 2017 года был включён в состав сборной России, составленный по итогам завершившегося «Открытого лагеря РФБ», и принял участие в баскетбольном турнире Спортивных игр БРИКС. Одержав победы над всеми тремя соперниками (ЮАР, Индия и Китай) сборная России стала победителем турнира.
В сентябре 2018 года принял участие в Кубке Кондрашина и Белова. По итогам турнира Владимир вошёл в символическую пятёрку как «Лучший центровой».
В июне 2019 года попал в список кандидатов на участие в сборе перед чемпионатом мира-2019.
В январе 2020 года был включён в расширенный состав сборной России на отборочные игры Евробаскета-2021.
В ноябре 2021 года был включён в расширенный состав сборной России для участия в подготовке к матчам квалификации Кубка мира-2023 со сборными Италии и Исландии.
В феврале 2021 года был вызван на сбор национальной команды для подготовки к двум матчам квалификации Кубка мира-2023 со сборной Нидерландов.

## Достижения

### Клубные
- Серебряный призёр Еврокубка: 2017/2018
- Серебряный призёр Единой лиги ВТБ (2): 2013/2014, 2021/2022
- Серебряный призёр чемпионата России (2): 2013/2014, 2021/2022
- Бронзовый призёр Суперлиги: 2011/2012
- Обладатель Кубка России (2): 2017/2018, 2024/2025
- Серебряный призёр Кубка России: 2023/2024

### Сборная России
- Чемпион Спортивных игр БРИКС: 2017
- Чемпион Универсиады: 2013